# ESCP Business School
ESCP Business School is een Europese businessschool die over zes campussen beschikt: in Parijs, Londen, Berlijn, Madrid, Turijn en Warschau. De school werd gesticht in 1819 en is daarmee de oudste businessschool ter wereld. In 2012 plaatste de Financial Times ESCP als 10e in de rangschikking van European Business Schools. In 2010 werd haar Master in Management-programma als eerste van de wereld geklasseerd, en in 2012 als tweede van de wereld. De Executive MBA van ESCP werd wereldwijd als 21e geklasseerd. De programma’s van de school zijn geaccrediteerd door de 3 internationale labels die de kwaliteit van de geboden opleidingen garanderen : AMBA, EQUIS, and AACSB. De school heeft bekende alumni in de zakelijke en politieke wereld, zoals Patrick Thomas (CEO Hermès), Jean-Pierre Raffarin, premier van Frankrijk, en Michel Barnier, Europees commissaris voor de interne markt.

## Geschiedenis
ESCP werd opgericht in 1819 door een groep van economische wetenschappers en zakenlieden, waaronder de econoom Jean-Baptiste Say en de zakenman Vital Roux. ESCP was de eerste businessschool in de wereld. De school was gebaseerd op het model van de École polytechnique, een school gesticht door Lazare Carnot en Gaspard Monge, maar was veel bescheidener in het begin, voornamelijk omdat ze niet ondersteund werd door de staat. Het gewicht en het belang van de school groeide geleidelijk tijdens de 19e eeuw en in 1859 verhuisde de school naar haar huidig gebouw in Parijs, avenue de la République. In de 20e eeuw ontstond een veel sterkere belangstelling voor bedrijfskunde en zag ESCP haar belang in het milieu van de Franse Grandes Écoles snel stijgen. Deze populariteit betekende de ontplooiing van een streng selectieproces, zodat vanaf het midden van de 20e eeuw - de school wordt dan al beschouwd als een elite instelling - studenten pas na twee jaar speciale voorbereidende klassen en een toelatingsexamen toegelaten worden.
Vanaf het begin is ESCP een internationale school : de lichting van 1824, met een totaal van 118 studenten, telde ongeveer 30% buitenlanders met 7 Spaanse, 2 Havaniaanse, 5 Braziliaanse, 5 Nederlandse, 4 Duitse, 2 Griekse, 2 Portugese, 2 Amerikaanse, 2 Chileense, 1 Savooise, 1 Italiaanse, 1 Zweedse, 1 Russische en 1 Haïtiaanse student. Taalonderwijs was een essentieel onderdeel van het originele curriculum : naast Franse grammatica houdt de cursus ook lessen in het Engels, Duits en Spaans in. In 1873 werd de ESCP alumni vereniging opgericht. In 1921 werd de 100ste verjaardag van ESCP, uitgesteld vanwege de naoorlogse crisis, in het grote auditorium van de Sorbonne gevierd.
In 1973 werden de ESCP campussen in Groot-Brittannië (Oxford, nu Londen) en in Duitsland (Düsseldorf, nu Berlijn) geopend. In de loop van 1988 werd de campus in Madrid, Spanje, ingehuld en in 2004 de campus in Turijn, Italië. De campus Düsseldorf verhuisde naar Berlijn in 1984. In 2005 verhuisde ESCP van Oxford naar Londen. Het gebouw van de London Campus was vroeger het New College - een school van de University of London en het theologisch college van de United Reformed Church.
In 2011 was ESCP een van de oprichters van HESAM, een cluster van bekende instellingen voor onderzoek en hoger onderwijs in de menselijke en sociale wetenschappen zoals de École Nationale d'Administration (ENA), het Nationale Conservatorium van Kunsten en Ambachten (CNAM), en de Universiteit Panthéon-Sorbonne. ESCP heeft een project om samen met de École Nationale d'Administration een Collegium voor Regering en Beheer te stichten.